# Селски бунтове в България (1900)
Селските бунтове в България от 1900 година са масови брожения, предизвикани от връщането на натуралния десятък от правителството на Тодор Иванчов. Бунтовете имат стихиен характер и са потушени с кръв от армията и полицията, ръководени от министъра на вътрешните работи Васил Радославов.
Борбата срещу десятъка, в която участва с легални средства, способства за популяризиране и политизиране на Българския земеделски народен съюз, до този момент повече професионално-съсловна организация.

## Причини
Вълненията започват в края на 1899, когато управляващите либерали огласяват намеренията си. Повторното въвеждане на натуралния десятък, отменен от Стамболов седем години по-рано, цели да увеличи постъпленията в хазната в услуга на чуждестранните кредитори. Княжество България е в дългова криза, която се дължи на лошите реколти и слабите постъпления от експорта на храни от предходните години. Неурожаят е причина и за силната съпротива срещу новия Закон за данъка върху земните произведения. Доверието в правителството е допълнително подронено от тежките условия на конверсионния заем и използването на властта от страна на част от либералите за лично обогатяване. В проявите срещу десятъка между декември 1899 и юли 1900 година се включват 350 000 души от над 500 селища в страната.

## Бунтове във Варна и Русенско
До първите сблъсъци на недоволните земеделци с полицията се стига в началото на март 1900 във Варна. Въпреки усилията на властите, на 5 март в града се събират на демонстрация 15 000 противници на десятъка. Няколкостотин от тях обсаждат сградата на окръжното управление, където е задържан един от организаторите на протестите – редакторът на вестник „Земеделска борба“ Йордан Пекарев. След като войската се намесва в защита на местните власти се стига до кръвопролитие с двама загинали и няколко ранени. Аналогични събития – демонстрации и сблъсъци с полицията, която се опитва да ги предотврати, се случват по-късно същия месец в Хасково и Ловеч. Съпротивата на местните жители срещу арестите води до размирици на 27 и 28 март в русенското село Красен, потушени от войскови части. На 17 април в друго русенско село – Тръстеник, селяните разоръжават и нанасят побой на стражарите, дошли да отведат няколко противници на десятъка. Войската, извикана да усмири бунтовниците, се оказва обкръжена от над 5 000 души от околните села и частично разоръжена, след като войниците отказват да стрелят по селяните. Бунтът е потушен на 20 април с подкрепления, извикани от Търново и Добрич.
Случаят в Тръстеник кара правителството да въведе военно положение в Русенска, Разградска, Свищовска, Горнооряховска и Търновска околия. Военните арестуват няколкостотин души. Голям брой са осъдени за подбудителство и непокорство пред закона. Уволнени или интернирани са десетки учители, агитирали срещу десятъка.

## Бунтове в Балчишко
Въпреки репресиите на властите, съпротивата срещу десятъка продължава в различни части на страната. През май жителите на няколко села край Балчик отказват да подадат декларации за размера на посевите си, въз основа на които трябва да им бъде начислен данъкът. Опитът на околийския началник да отведе водачите на опозицията се проваля и в края на месеца той се завръща с войска. Селата Гьоре и Саръ-Муса са обкръжени, местните са подложени на репресии, а арестуваните са поведени към Балчик. Няколко хиляди души се стичат след кавалерийския конвой, за да го спрат и освободят задържаните. В района на Дуранкулак на 1 юни войниците нападат тълпата. Загиват 90 селяни и няколко войници. Ранени са повече от 300 души.

## Последици
След Дуранкулашките събития правителството разширява обхвата на военното положение върху цяла Североизточна България. Извънредните правомощия позволяват на властите да наложат със сила на местните земеделци да декларират облагаемата си продукция. Широката употреба на армията в тези мероприятия води до засилване на критиките в парламента срещу кабинета Иванчов и до конфликт между Радославов и министъра на войната Стефан Паприков, който е против репресиите. В резултат и двамата подават оставки, последвани от целия кабинет през ноември 1900. Десятъкът става основна тема на парламентарните избори в началото на 1901 година. Спечелилите ги демократи и прогресивнолиберали го отменят още същата година и издават амнистия за осъдените участници в бунтовете.